# Carl Larsson
Carl Larsson (Stockholm, 1853. május 28. – Falun, 1919. január 22.) svéd festőművész volt. Svédország egyik legismertebb festőjeként tartják számon.
Az általában idillikus hangulatú festményei, akvarelljei és rajzai túlnyomó többségükben családja életét ábrázolják otthonában, Sundbornban, Svédországban. Carl és felesége, Karin voltak a ma oly jellegzetes svéd lakásstílus kitalálói, melynek lényege a világos szobák, sok szín és az egyszerű, praktikus funkcionalitás. Lakóházuk ma múzeum.

## Élete
Carl Larsson szegényes körülmények között nőtt fel. Tizenhárom éves korában tanára bátorította, hogy jelentkezzen a Királyi Művészeti Akadémiára Stockholmban. Hogy tanulmányait finanszírozni tudja, egy fényképész retusáló segédjeként dolgozott többek között. 1876-ban királyi kitüntetést kapott, ezután már valamelyest jobb anyagi helyzetbe került.
1877-ben már lehetősége volt Párizsba utazni. Harmadik franciaországi útján, amely 1882-ben a Fontainebleau közelében található Grez-sur-Loing-i művészkolóniába vezetett, több akvarellt készített a környező vidékről. Itt ismerkedett meg Karin Bergöövel, akit hamarosan feleségül is vett.
1885 és 1888 között főleg Stockholmról készített képeket. Carl Larsson csatlakozott az Opponenterna nevű művészcsoporthoz, amely a képzés megreformálását követelte a Művészakadémiától, de kérésüket elutasították. Larsson 1886-tól egy göteborgi művésziskola vezetője is volt.
1888-ban egy kis házat kaptak ajándékba (Sundbornban) a szülőktől. Ezt a házaspár technikailag és művészileg fokozatosan átalakította és később Lilla Hyttnäs (kis kunyhó) névre keresztelte. Házuk művészek találkozóhelye lett és itt nevelték fel hét gyermeküket (a nyolcadik röviddel születése után meghalt). Larsson gyermekeit és a falu többi lakóját számos, reá oly jellegzetes képen örökítette meg. A ház a mai napig is a leszármazottak találkozóhelye és eredeti állapotában megmaradt múzeumnak.
Egy újabb franciaországi tartózkodása után bízták meg a stockholmi Svéd Nemzeti Múzeum freskóinak megfestésével. Carl Larsson további művei láthatóak a Királyi Operaházban, a Királyi Drámaszínházban és a göteborgi Hvitfeldtska gimnáziumban. Egy festményét (Midvinterblot) elutasítottak, de Larsson mégis elkészítette és 1997-ben végül a Nemzeti Múzeumba került.

## Képek

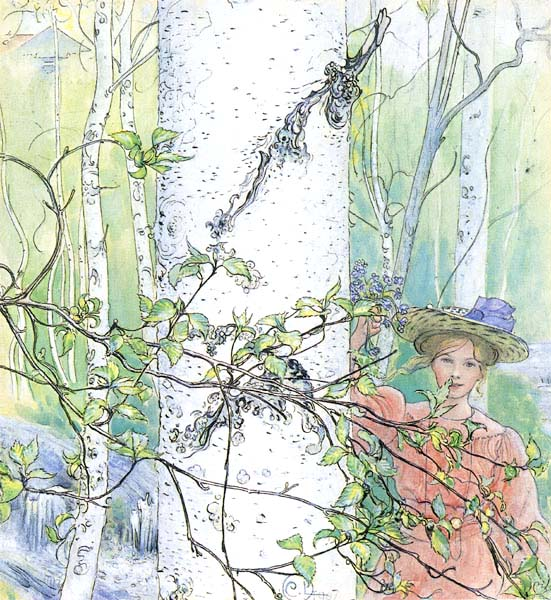
Tavasz
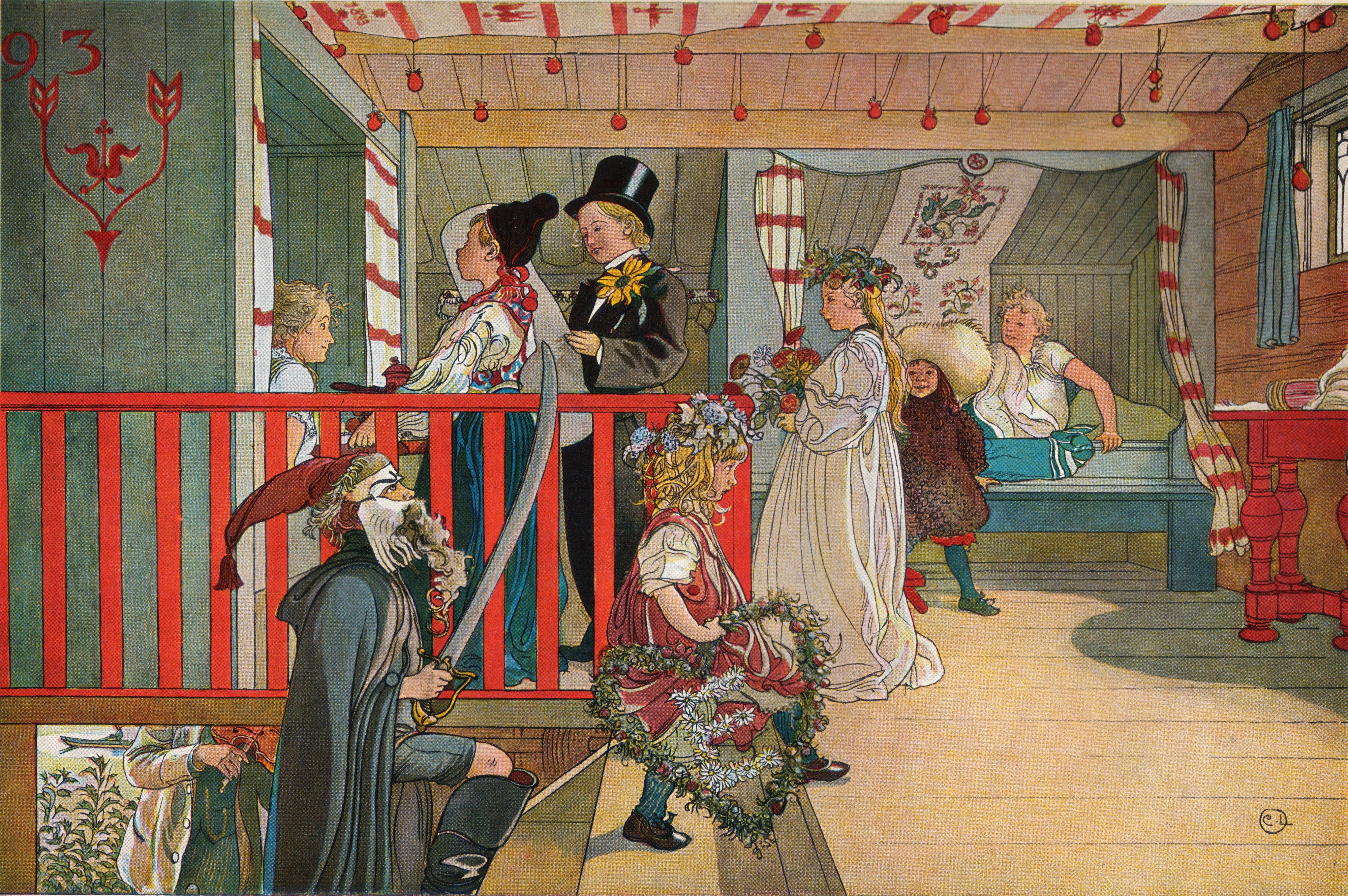
Névnap
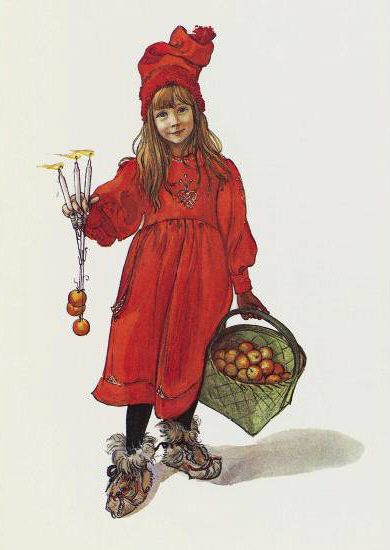
Britta
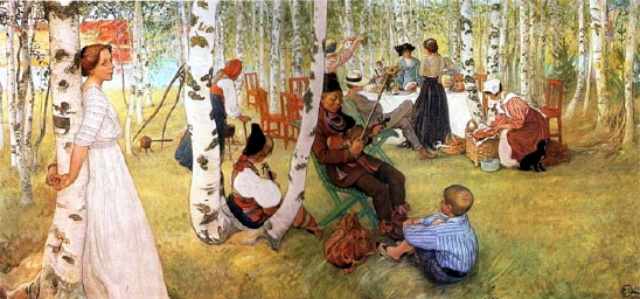
Reggeli a szabadban

## Fordítás
- Ez a szócikk részben vagy egészben  a   Carl Larsson című német Wikipédia-szócikk fordításán alapul.  Az eredeti cikk szerkesztőit annak laptörténete sorolja fel. Ez a jelzés csupán a megfogalmazás eredetét és a szerzői jogokat jelzi, nem szolgál a cikkben szereplő információk forrásmegjelöléseként.